# Antonia von Luxemburg

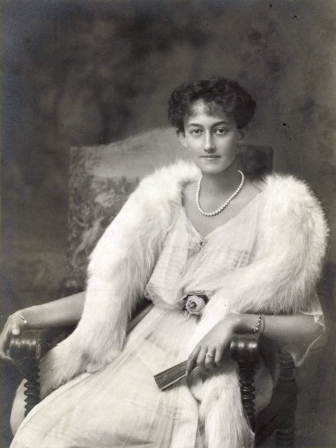
Prinzessin Antonia von Luxemburg (1918)

Antonia (Antoinette) Roberte Sophie Wilhelmine von Nassau-Weilburg, Prinzessin von Luxemburg (* 7. Oktober 1899 auf Schloss Hohenburg, Königreich Bayern; † 31. Juli 1954 in Lenzerheide, Schweiz), war die zweite Ehefrau des letzten bayerischen Kronprinzen Rupprecht von Bayern.

## Leben

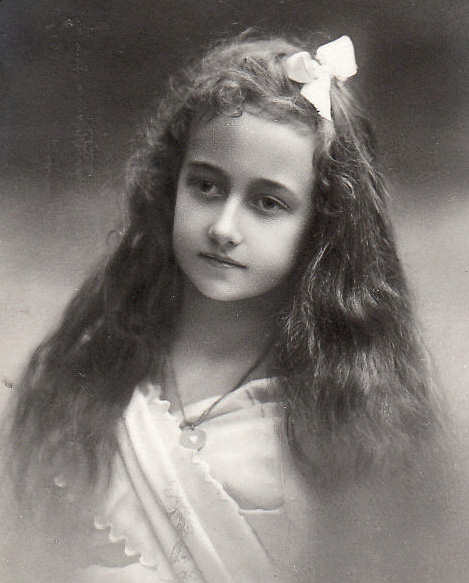
Prinzessin Antonia mit zehn Jahren (Aufnahme von Atelier Elvira München, 1910)

Prinzessin Antonia, genannt Toni, wurde als vierte der sechs Töchter von Großherzog Wilhelm IV. von Luxemburg und Infantin Maria Anna von Portugal geboren. Nach dem Tod ihres Vaters 1912 waren ihre Schwestern Marie-Adelheid und Charlotte nacheinander Großherzoginnen. 
Während der letzten Kriegsmonate verlobte sie sich am 20. Februar 1918 mit dem 30 Jahre älteren und seit 1912 verwitweten Kronprinzen Rupprecht von Bayern. Jedoch wurde diese Verbindung aus politischen Gründen bald wieder aufgelöst. Im Februar 1921 wurde die Wiederverlobung des Paares bekannt gegeben, und am 7. April 1921 fand die Hochzeit statt. Aus der Ehe gingen sechs Kinder hervor.
Nach dem Attentat auf Adolf Hitler durch den deutschen Widerstand vom 20. Juli 1944 wurde bei der Wehrmacht nach Mitwissern und deren Familien gesucht, welche zur christlich-konservativen „Reaktion“ gezählt wurden und gegen den Nationalsozialismus eingestellt waren. Rupprecht, der sich ab 1940 im Exil in Italien aufhielt, galt als Sammelpunkt bayrischer Monarchisten und geriet ins Visier der Gestapo. Nach längerer Überwachung konnte er abtauchen und sich in Florenz verstecken. Am 27. Juli 1944 wurde Antonia mit den Kindern in Südtirol in „Sippenhaft“ genommen. An Rippenfellentzündung schwer erkrankt, wurde sie im Oktober 1944 von ihrer Familie getrennt und in ein Krankenhaus in Innsbruck eingeliefert. Die Kinder wurden im Sonderlager des KZ Sachsenhausen interniert und Ende Februar 1945 weiter in das KZ Flossenbürg verschleppt. Zunächst wegen der zunehmenden Bombenangriffe nach Seefeld in Tirol evakuiert, wurde Antonia im Januar 1945 nach Jena gebracht und unter dem Decknamen „Albertine Bingen“ in einer Klinik gefangen gehalten. Hier stieß Ende April 1945 eine luxemburgische Rot-Kreuz-Kommission auf die nur noch 72 Pfund wiegende Kronprinzessin.
Antonia starb mit 54 Jahren in Lenzerheide in der Schweiz. Sie wurde in der Kirche Santa Maria in Domnica alla Navicella in Rom beigesetzt. Ihr Herz wurde getrennt bestattet und befindet sich in der königlichen Gnadenkapelle von Altötting.

## Vorfahren
| Ahnentafel: Antonia von Luxemburg | Ahnentafel: Antonia von Luxemburg                                                                           | Ahnentafel: Antonia von Luxemburg                                                                              | Ahnentafel: Antonia von Luxemburg                                                                          | Ahnentafel: Antonia von Luxemburg                                                                                     | Ahnentafel: Antonia von Luxemburg                                                                                | Ahnentafel: Antonia von Luxemburg                                                                                | Ahnentafel: Antonia von Luxemburg                                                                                       | Ahnentafel: Antonia von Luxemburg                                                                                       |
| --------------------------------- | --- | --- | --- | --- | --- | --- | --- | --- |
| Ururgroßeltern                    | Fürst Friedrich Wilhelm (Nassau-Weilburg) (1768–1816) ⚭ 1788 Gräfin Isabelle zu Sayn-Hachenburg (1772–1827) | Herzog Friedrich (Sachsen-Altenburg) (1763–1834) ⚭ 1785 Herzogin Charlotte zu Mecklenburg-Strelitz (1769–1818) | Erbprinz Friedrich von Anhalt-Dessau (1769–1814) ⚭ 1792 Prinzessin Amalie von Hessen-Homburg (1774–1846)   | Landgraf Wilhelm von Hessen-Kassel-Rumpenheim (1787–1867) ⚭ 1810 Prinzessin Louise Charlotte von Dänemark (1789–1864) | König Peter III. (Portugal) (1717–1786) ⚭ 1760 Königin Maria I. (Portugal) (1734–1816)                           | König Karl IV. (Spanien) (1748–1819) ⚭ 1765 Prinzessin Maria Luise von Bourbon-Parma (1751–1819)                 | Fürst Karl (Löwenstein-Wertheim-Rosenberg) (1783–1849) ⚭ 1799 Gräfin Sophie zu Windisch-Grätz (1784–1848)               | Fürst Karl Ludwig (Hohenlohe-Langenburg) (1762–1825) ⚭ 1789 Gräfin Amalie Henriette zu Solms-Baruth (1768–1847)         |
| Urgroßeltern                      | Herzog Wilhelm I. (Nassau) (1792–1839) ⚭ 1813 Prinzessin Luise von Sachsen-Hildburghausen (1794–1825)       | Herzog Wilhelm I. (Nassau) (1792–1839) ⚭ 1813 Prinzessin Luise von Sachsen-Hildburghausen (1794–1825)          | Prinz Friedrich August von Anhalt-Dessau (1799–1864) ⚭ 1832 Prinzessin Marie von Hessen-Kassel (1814–1895) | Prinz Friedrich August von Anhalt-Dessau (1799–1864) ⚭ 1832 Prinzessin Marie von Hessen-Kassel (1814–1895)            | König Johann VI. (Portugal) (1767–1826) ⚭ 1785 Prinzessin Charlotte Joachime von Spanien (1775–1830)             | König Johann VI. (Portugal) (1767–1826) ⚭ 1785 Prinzessin Charlotte Joachime von Spanien (1775–1830)             | Erbprinz Konstantin zu Löwenstein-Wertheim-Rosenberg (1802–1838) ⚭ 1829 Prinzessin Marie Agnes zu Hohenlohe (1804–1835) | Erbprinz Konstantin zu Löwenstein-Wertheim-Rosenberg (1802–1838) ⚭ 1829 Prinzessin Marie Agnes zu Hohenlohe (1804–1835) |
| Großeltern                        | Großherzog Adolph (1817–1905) ⚭ 1851 Prinzessin Adelheid Marie von Anhalt-Dessau (1833–1916)                | Großherzog Adolph (1817–1905) ⚭ 1851 Prinzessin Adelheid Marie von Anhalt-Dessau (1833–1916)                   | Großherzog Adolph (1817–1905) ⚭ 1851 Prinzessin Adelheid Marie von Anhalt-Dessau (1833–1916)               | Großherzog Adolph (1817–1905) ⚭ 1851 Prinzessin Adelheid Marie von Anhalt-Dessau (1833–1916)                          | König Michael I. (Portugal) (1802–1866) ⚭ 1851 Prinzessin Adelheid von Löwenstein-Wertheim-Rosenberg (1831–1909) | König Michael I. (Portugal) (1802–1866) ⚭ 1851 Prinzessin Adelheid von Löwenstein-Wertheim-Rosenberg (1831–1909) | König Michael I. (Portugal) (1802–1866) ⚭ 1851 Prinzessin Adelheid von Löwenstein-Wertheim-Rosenberg (1831–1909)        | König Michael I. (Portugal) (1802–1866) ⚭ 1851 Prinzessin Adelheid von Löwenstein-Wertheim-Rosenberg (1831–1909)        |
| Eltern                            | Großherzog Wilhelm IV. (1852–1912) ⚭ 1893 Infantin Maria Anna von Portugal (1861–1942)                      | Großherzog Wilhelm IV. (1852–1912) ⚭ 1893 Infantin Maria Anna von Portugal (1861–1942)                         | Großherzog Wilhelm IV. (1852–1912) ⚭ 1893 Infantin Maria Anna von Portugal (1861–1942)                     | Großherzog Wilhelm IV. (1852–1912) ⚭ 1893 Infantin Maria Anna von Portugal (1861–1942)                                | Großherzog Wilhelm IV. (1852–1912) ⚭ 1893 Infantin Maria Anna von Portugal (1861–1942)                           | Großherzog Wilhelm IV. (1852–1912) ⚭ 1893 Infantin Maria Anna von Portugal (1861–1942)                           | Großherzog Wilhelm IV. (1852–1912) ⚭ 1893 Infantin Maria Anna von Portugal (1861–1942)                                  | Großherzog Wilhelm IV. (1852–1912) ⚭ 1893 Infantin Maria Anna von Portugal (1861–1942)                                  |
| Antonia von Luxemburg             | | | | | | | | |

## Nachkommen

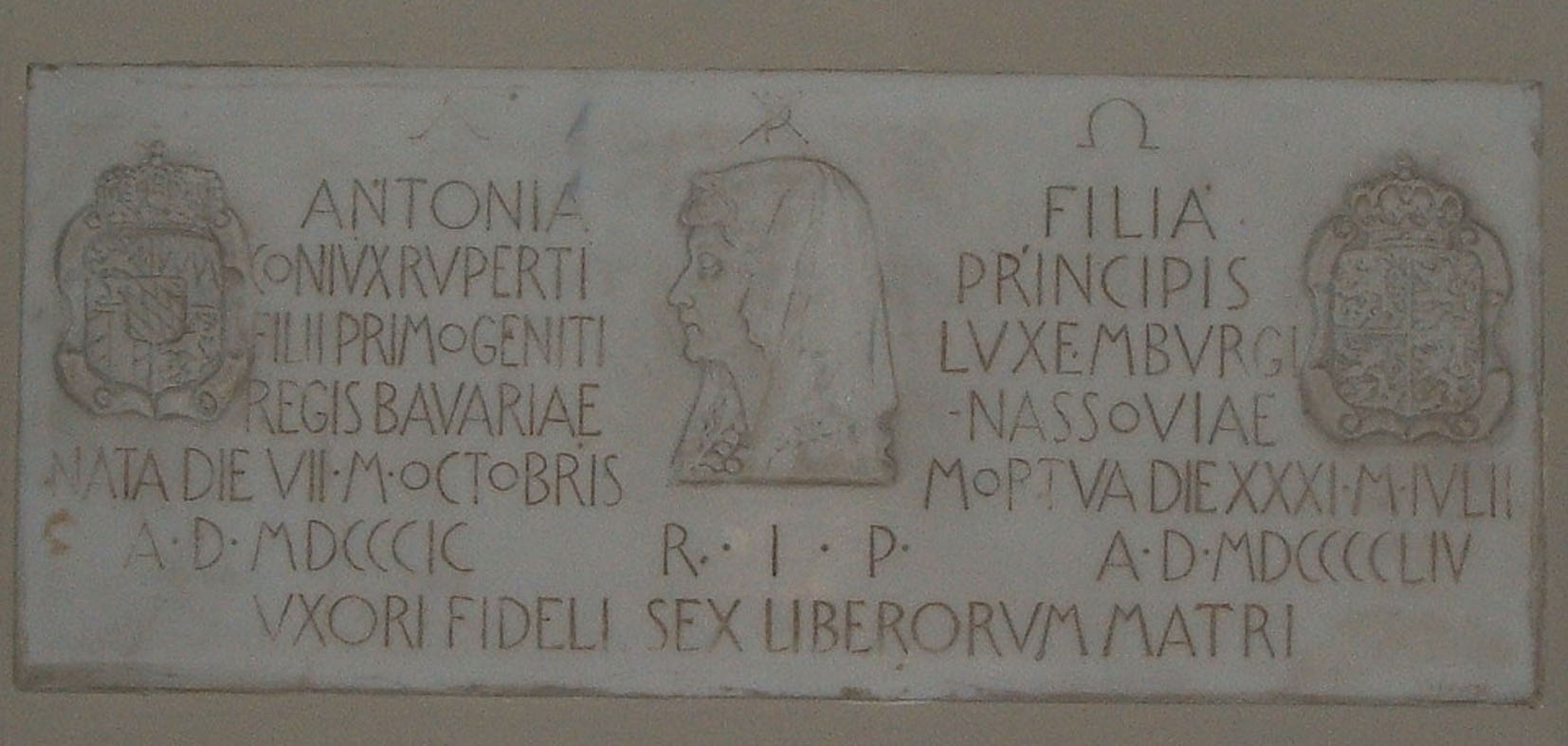
Epitaph in Santa Maria in Domnica

- Heinrich Franz Wilhelm (* 28. März 1922; † 14. Februar 1958)
- Irmingard Marie Josepha (* 29. Mai 1923; † 23. Oktober 2010)
- Editha Marie Gabrielle Anna (* 16. September 1924; † 4. Mai 2013)
- Hilda Hildegard Marie Gabriele (* 24. März 1926; † 5. Mai 2002)
- Marie Gabriele Adelgunde Theresia Antonia (* 10. Mai 1927; † 19. April 2019)
- Sophie Marie Therese (* 20. Juni 1935)